# Osani
Osani (en cors Osani) és un municipi francès, situat a la regió de Còrsega, al departament de Còrsega del Sud. L'any 1999 tenia 90 habitants.

## Demografia
| 1962 | 1968 | 1975 | 1982 | 1990 | 1999 |
| ---- | ---- | ---- | ---- | ---- | ---- |
| 178  | 184  | 175  | 121  | 103  | 90   |

## Administració
| Període | Identitat        | Partit | Qualitat |
| ------- | ---------------- | ------ | -------- |
| 2001-   | François Alfonsi | PNC    |          |

## Galeria d'imatges

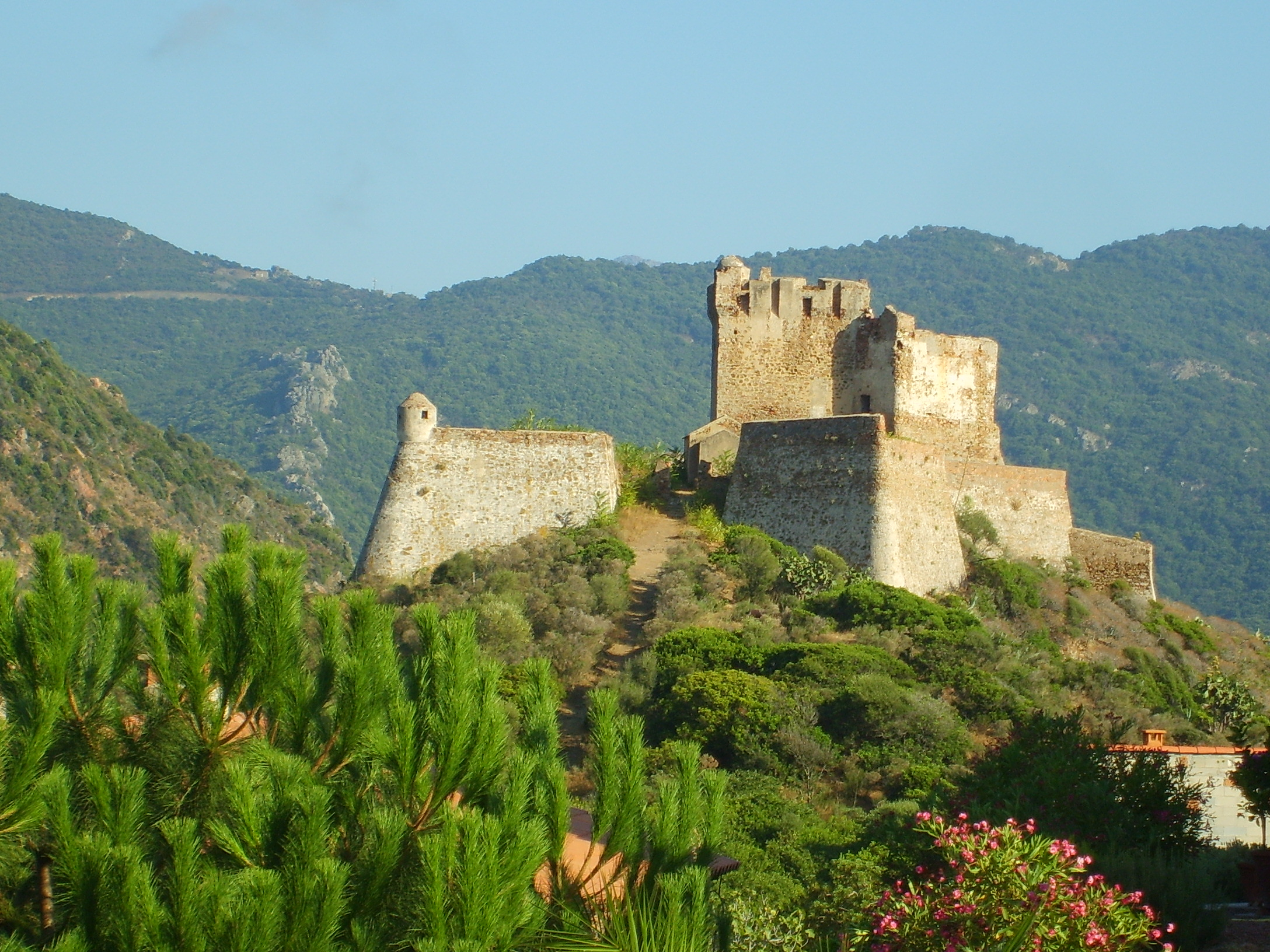
Fortalesa genovesa
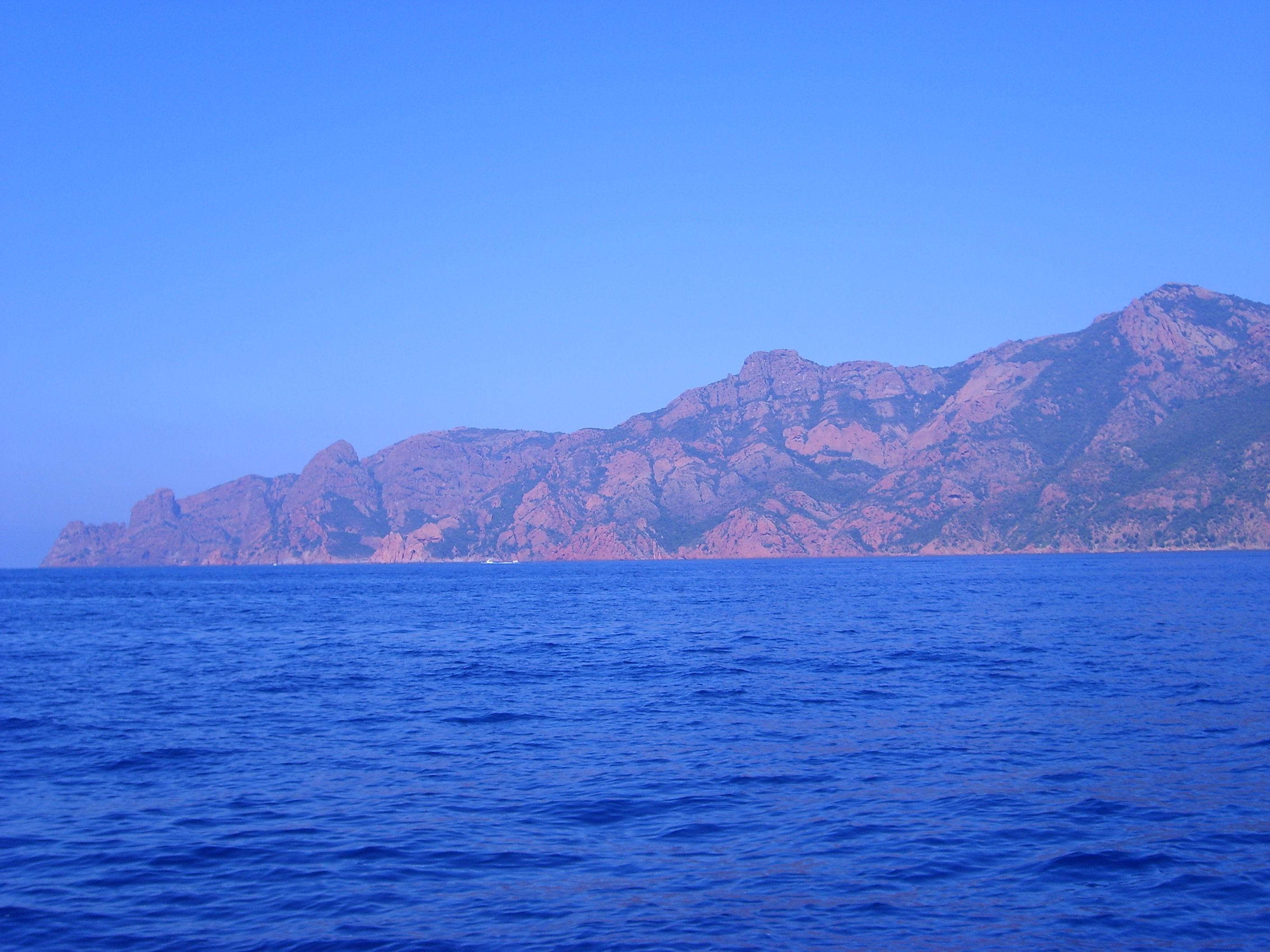
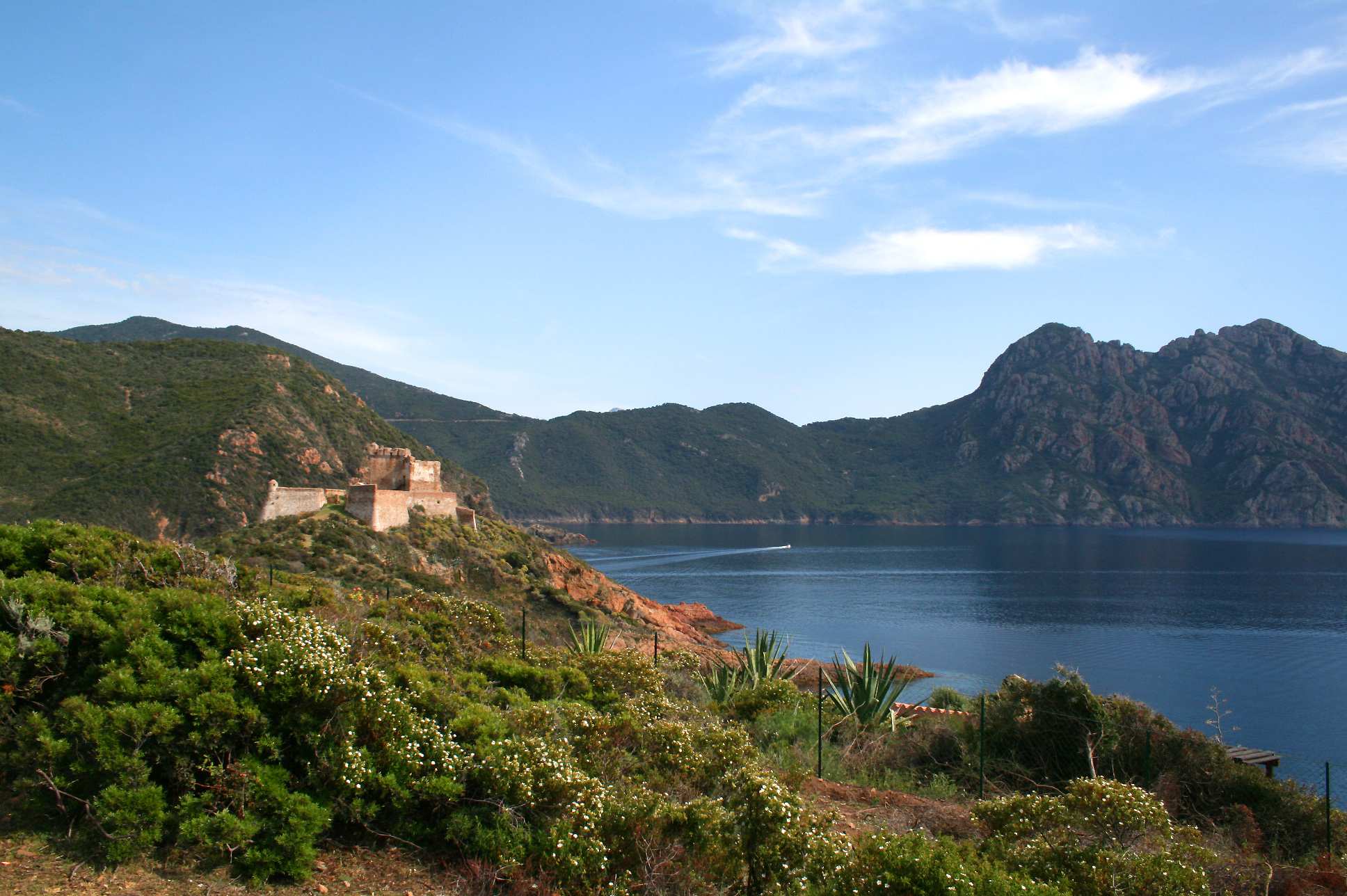
Fortalesa genovesa al golf de Girolata
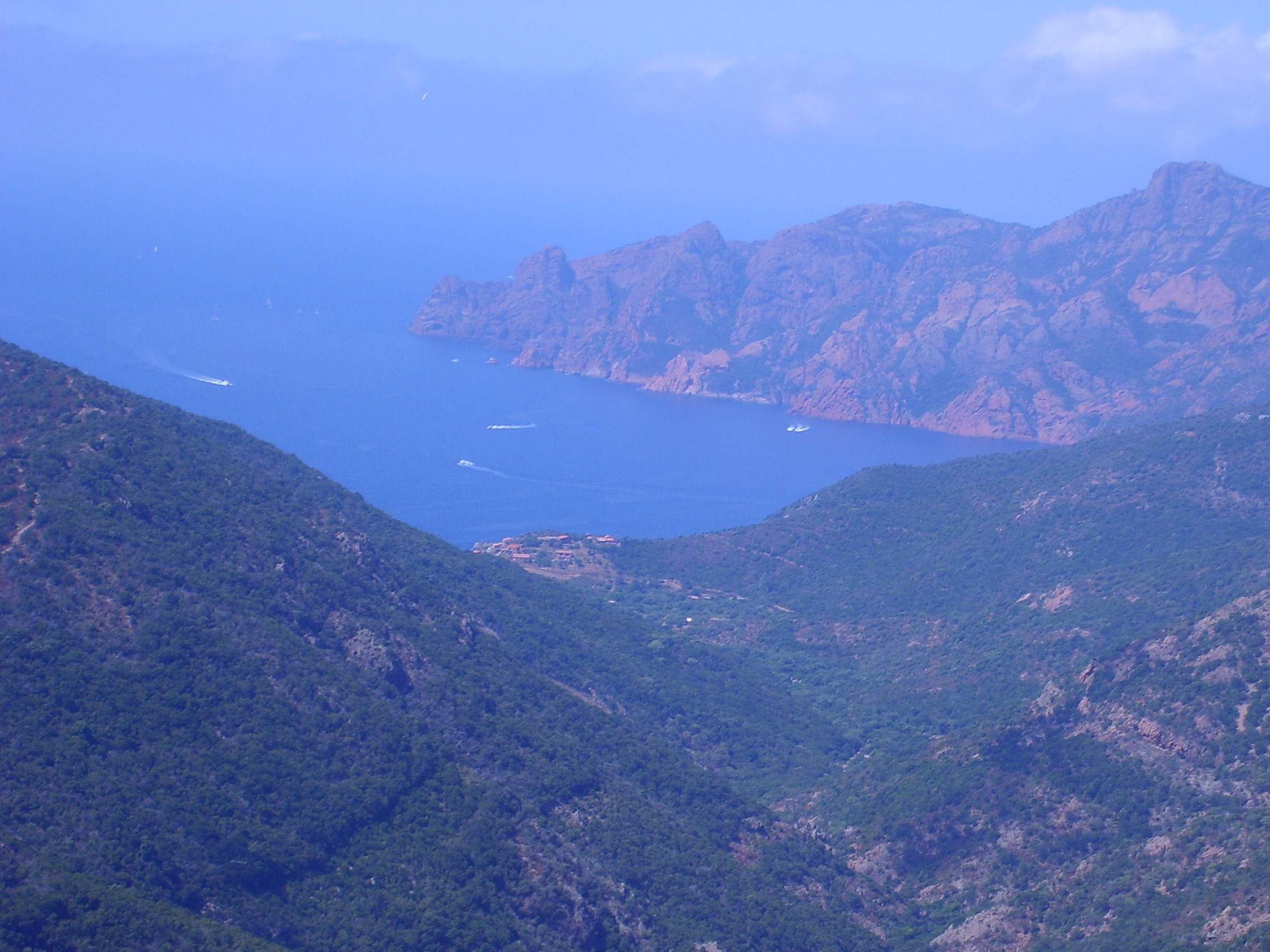
La ruta més propera